# مردخاي أولمرت
مردخاي أولمرت (بالروسية: Мордехай Иосифович Ольмерт) هو سياسي إسرائيلي، ولد في 16 يناير 1908 في بوغوروسلان في روسيا، وتوفي في 30 مارس 1998 في إسرائيل. نشط حزبياً في حيروت. وقد انتخب عضو الكنيست ‏ (15 أغسطس 1955 – 4 سبتمبر 1961).